# Église Notre-Dame d'Authezat
L'église Notre-Dame d'Authezat est une église catholique située à Authezat, en France.

## Localisation
L'église est située dans le département français du Puy-de-Dôme, sur la commune d'Authezat.

## Historique
L'édifice date du XIVe siècle. Il est classé au titre des monuments historiques en 1980.